# Castelo Newton
O Castelo Newton (em inglês:  Newton Castle) é um castelo do século XVII localizado em Blairgowrie, Perth and Kinross, Escócia.

## História
Lugar de, ou Newton of Blair existiu como uma estrutura resistente no início de 1554 mas foi queimado por um incêndio em meados do século XVII, sendo mais tarde reconstruído baseado no estilo inicial.
Encontra-se classificado na categoria "A" do "listed building" desde 5 de outubro de 1974.